# Robena Anne Laidlaw

Robena Anne Laidlaw, Lithographie von Franz Eybl, Wien 1840

Robena Anne Laidlaw (* 30. April 1819 in West Bretton bei Wakefield, Yorkshire; † 29. Mai 1901 in London) war eine englische Pianistin.

## Leben
Ihre Eltern waren der Kaufmann und Grundbesitzer Alexander Laidlaw und die aus Irland stammende Ann Laidlaw geb. Keddy. Sie selbst besuchte ab 1827 ein Erziehungsinstitut in Edinburgh. Dort entdeckte der Pianist Robert Muller ihr musikalisches Talent und förderte sie. 1830 zog die Familie nach Königsberg, wo sie von dem Musiker Georg Tag unterrichtet wurde und bald so große Fortschritte machte, dass ihr Vater sie 1834 nach Berlin schickte. Namentlich die dort residierende Gattin des Herzogs von Cumberland, die spätere Königin von Hannover, war von ihrem Spiel so angetan, dass sie sie zu ihrer Hofpianistin ernannte. Im Frühjahr 1835 reiste sie nach London und spielte dort im St James’s Palace vor Königin Adelheid sowie im Rahmen eines Paganini-Konzerts. 1836 lebte sie vorübergehend wieder in Berlin und wurde von Ludwig Berger unterrichtet. In den folgenden Jahren unternahm sie zahlreiche Konzertreisen und konzertierte in Wien, Berlin, Dresden, Leipzig, Frankfurt am Main und Sankt Petersburg.
Am 2. Juli 1837 gab die mittlerweile 18-Jährige eine Matinee im Leipziger Gewandhaus und lernte bei der Gelegenheit Robert Schumann kennen, der ihr seine Fantasiestücke op. 12 widmete, die im Februar 1838 im Druck erschienen. Sie verfasste später Erinnerungen an Schumann, in denen sie schildert, dass er ihre Vornamen vertauschte und sie „Anna Robena Laidlaw“ nannte, da er dies musikalischer fand. Diese Version ihres Namens findet sich auch auf dem Titelblatt der Fantasiestücke op. 12. Wie jedoch ihre eigenhändige Unterschrift auf ihrer Porträt-Lithographie zeigt, ist „Robena Anne Laidlaw“ die korrekte Namensform. Schumann und Laidlaw führten bis 1839 noch einen intensiven Briefwechsel, aus dem hervorgeht, dass sie offenbar fließend Deutsch sprach.
1840 ließ sie sich in London nieder, heiratete dort 1852 George Thomson und zog sich aus der Öffentlichkeit zurück.